# B’t X
B’t X (gesprochen wie beat X) ist eine Manga-Reihe des japanischen Zeichners Masami Kurumada. Die Reihe wurde auch als Anime-Fernsehserie und OVA umgesetzt.
Die Handlung dreht sich um Teppei, der seinen Bruder befreien will, und moderne Kampfroboter namens B’ts. Das Werk lässt sich in die Genre Science Fiction, Mecha, Action und Abenteuer einordnen.

## Handlung
Teppei Takamiya lebt als Bauer auf der Insel Kamui nördlich von Japan. Sein älterer Bruder Kotarō Takamiya ging nach Deutschland, um dort Robotertechnik zu studieren und wurde zu einem der besten Wissenschaftler der Welt auf diesem Gebiet. Fünf Jahre später treffen sie sich auf einer Robotermesse in China wieder. Doch dort wird Kotarō von Soldaten des Maschinenreichs entführt. Dieses hat eine Basis in der Wüste Gobi und rühmt sich besonders moderne Roboter zu besitzen, sogenannte B’ts. Diese Kampfroboter, die unterschiedliche Formen haben können, werden über ein sogenanntes BreakHeart mit Energie versorgt. Dieses wird mit menschlichem Blut betrieben, wodurch der B’t an Menschen gebunden ist.
Bei der Verfolgung der Entführer trifft Teppei schnell auf den ersten B’t und wird von diesem besiegt. Er landet verletzt auf einer Müllkippe des Reiches. Als dort sein Blut den B’t X wieder zum Leben erweckt, gewinnt er einen neuen Verbündeten. Beide fliehen und versuchen bald gemeinsam, Kotarō zu befreien.

## Manga
Der Manga von Masami Kurumada wurde ab 1994 im Magazin Shōnen Ace des Verlags Kadokawa Shoten veröffentlicht. Später erschien er auch in 16 Sammelbänden (Tankōbon).
Die Reihe erschien auch auf Englisch bei Tokyopop, auf Französisch bei Pika Édition und auf Italienisch bei Star Comics. Er wurde von Grupo Editorial Vid und Otakuland auf Spanisch veröffentlicht. Auf Deutsch erschien der Manga beim Verlag Planet Manga. Die Übersetzung stammt von Tom Schnellbächer.

## Anime
1996 wurde zum Manga eine 25-teilige Anime-Fernsehserie produziert. Regie führte Mamoru Hamatsu und das Charakter-Design stammt von Hideyuki Motohashi. Das Mecha-Design übernahm Hirotoshi Takaya. Die Serie wurde vom 6. April bis zum 21. September 1996 im japanischen Fernsehen ausgestrahlt. In den Jahren 1997 und 1998 wurde eine OVA zur Serie mit 14 Folgen unter dem Titel B’t X Neo veröffentlicht, die ebenfalls von Kyokuchi-Tōkyo Movie produziert wurde.
Die Fernsehserie wurde auf Englisch, Italienisch und Französisch übersetzt. Auch die OVA wurde auf Englisch veröffentlicht, der Sender Mangas strahlte die OVA auf Französisch aus. Magic Kids und TV Azteca sendeten Serie und OVA auf Spanisch, ABS-CBN auf Tagalog.

### Synchronisation
| Rolle            | japanischer Sprecher (Seiyū) |
| ---------------- | ---------------------------- |
| B’t X            | Jin Horikawa / Akemi Kanda   |
| Teppei Takamiya  | Nobuyuki Hiyama / Yui Horie  |
| Kotarou Takamiya | Nozomu Sasaki                |
| Karen            | Megumi Ogata                 |
| Fao Lafine       | Kazuya Ichijō                |

### Musik
Die Musik der Fernsehserie wurde komponiert von Akira Senju. Der Vorspanntitel ~HARUKA~ Sailing For My Dream stammt von Fence of Defence und das Abspannlied Boku no Ikikata (僕の生き方) wurde produziert von Blue Boy.